# Russell P. Sebold
Russell P. Sebold (* 20. August 1928 in Dayton, Ohio; † 7. April 2014 in West Chester, Pennsylvania) war ein US-amerikanischer Romanist und Hispanist.

## Leben und Werk
Sebold studierte an der Indiana University Bloomington sowie an der Princeton University bei Américo Castro (Mastergrad 1951). In Princeton wurde er 1953 promoviert mit der Arbeit José Francisco de Isla. Jesuit satirist of pulpiteers in eighteenth-century Spain. Er lehrte an der Duke University (1955 bis 1956), an der University of Wisconsin-Madison (1956 bis 1966) sowie als Full Professor an der University of Maryland, College Park (1966 bis 1968). Von 1968 bis 1998 war er Professor für spanische Literatur an der University of Pennsylvania in Philadelphia und Herausgeber der Zeitschrift Hispanic Review. Er besetzte den Edwin-B.-and-Leonore-R.-Williams-Lehrstuhl für romanische Sprachen. Sebold war Korrespondierendes Mitglied der Real Academia Española (1993) sowie der Acadèmia de Bones Lletres de Barcelona (1993) und Ehrendoktor der Universität Alicante (1984), der er seine Bibliothek vermachte.

## Werke ab 2007
- En el principio del movimiento realista. Credo y novelística de Ayguals de Izco Sebold, Madrid, Cátedra, 2007.
- (Hrsg.) Gaspar Melchor de Jovellanos, El delincuente honrado, Madrid, Cátedra, 2008.
- (Hrsg.) Ignacio de Luzán, La Poética o reglas de la poesía en general y de sus principales especies, Madrid,  Cátedra, 2008 (zuerst Barcelona, Labor, 1977).
- (Hrsg.) Tomás de Iriarte, Teatro original completo, Madrid, Cátedra, 2010.
- Concurso y consorcio. Letras ilustradas, letras románticas, Salamanca, Ediciones Universidad de Salamanca, 2010.
- (Hrsg.) Jacinto de Salas y Quiroga,  El dios del siglo. Novela original de costumbres contemporáneas, Madrid, Cátedra, 2012.
- (Hrsg.) José Cadalso, Cartas marruecas. Noches lúgubres, Madrid, Cátedra, 2013 (zuerst 2000).
- Garcilaso de la Vega en su entorno poético, Salamanca, Ediciones Universidad de Salamanca, 2014.